# Santi Ambrogio e Carlo (titolo cardinalizio)
Santi Ambrogio e Carlo (in latino: Titulus Sanctorum Ambrosii et Caroli ad viam Latam) è un titolo cardinalizio istituito da papa Paolo VI il 7 giugno 1967 con la costituzione apostolica Ab antiquis quidem. Il titolo insiste sulla basilica dei Santi Ambrogio e Carlo, sita in via del Corso. Un altro titolo insistente sulla stessa chiesa, quello di San Carlo al Corso, esistette dal 1627 al 1639.
Dal 5 agosto 2017 il titolo è vacante.

## Titolari
- Angelo Dell'Acqua, O.SS.C.A. (29 giugno 1967 - 27 agosto 1972 deceduto)
- Ugo Poletti (5 marzo 1973 - 25 febbraio 1997 deceduto)
- Dionigi Tettamanzi (21 febbraio 1998 - 5 agosto 2017 deceduto)
  - Titolo vacante dal 2017